# Luis Omedes Calonja
Luis Omedes Calonja también conocido como Lluís Omedes i Calonja (Alza, Guipúzcoa, 12 de enero de 1938 - 20 de julio de 2022) fue un deportista multidisciplinar español. Fue remero, tenista, jugador de hockey sobre hierba, jugador de polo, jinete y practicante de luge.
Es conocido principalmente por ser el único deportista español que ha participado en unos Juegos Olímpicos de Verano y en otros de Invierno, en modalidades deportivas completamente diferentes. También es conocido por ser el abanderado de España en los Juegos Olímpicos de Helsinki 1952.

## Biografía
Nació en enero de 1938 en la localidad de Alza, actualmente un barrio de la ciudad de San Sebastián. Su familia, que era catalana, había quedado atrapada por el estallido de la Guerra Civil Española veraneando en San Sebastián sin poder regresar a Cataluña, razón por la que Omedes nació circunstancialmente en el País Vasco.

### Remo
Su familia estaba muy vinculada al deporte del remo. Su padre, Luis Omedes Sistachs, fue un destacado remero, olímpico en París 1924, seleccionador nacional de remo en los juegos de Helsinki 52, fundador del Club de Remo Ruber de Barcelona, federativo de este deporte y uno de los impulsores del arraigo del remo en el Lago de Bañolas. Su hermano mayor, Juan Omedes fue también un destacado remero, campeón de España de skiff y tomó parte en dos Juegos Olímpicos en esta modalidad, los de Londres 1948 y Helsinki 1952.
A principios de la década de 1950, siendo todavía un niño, solía participar como timonel en competiciones de remo. En 1951 se proclamó campeón de España de Cuatro con Timonel con el equipo del Club de Remo Barcelona. Ese mismo año formó parte de la tripulación que obtuvo la primera medalla de España en unos Campeonatos Europeos de Remo (todavía no se celebraban campeonatos mundiales), los celebrados en Macon (Francia), donde el Cuatro con Timonel formado por Miguel Palau, Joaquín Cortada, Salvador Costa y Pedro Massana, con él al timón, se hizo con un bronce.
Con catorce años de edad, en 1952, se proclamó doble campeón de España con el Cuatro con Timonel y con el Dos con timonel del Club de Remo Ruber. Siendo vigente campeón de España, bronce europeo y siendo su padre el seleccionador no resultó extraño que fuera convocado para formar parte del equipo olímpico de remo que acudió a los Juegos Olímpicos de Helsinki 1952. En dicha olimpiada participó como timonel del "Cuatro Con" formado por integrantes de su mismo club. Su actuación fue muy discreta ya que quedaron últimos tanto en su serie de la ronda de clasificación como en la serie de repesca. Fue el miembro más joven de la expedición olímpica española, tuvo el honor de ser el abanderado olímpico de España en el desfile inaugural. 
En 1953 no se celebraron campeonatos de España, pero en 1954 no pudo revalidar sus títulos ya que el Ocho con quedó tercero y el Cuatro con segundo.
Su vinculación al remo no acabó, ya que siguió compitiendo en representación del Club de Remo Ruber. Cabe destacar que en 1964, ya como remero, fue tercero en el Campeonato de España en la modalidad de skiff. Luego se interesó por otros deportes diferentes.

### Tenis
Su deporte preferido era el tenis en el que destacó alcanzado el nivel de segunda categoría. Con diecisiete años en 1955 fue campeón de España júnior de dobles junto a Manuel Santana. Entre 1954 y 1963 disputó siete ediciones de trofeo Conde de Godó y en 1961 fue semifinalista del campeonato de Cataluña y cuartofinalista del de España, siendo eliminado por Manolo Santana (1/6 2/6 y 2/6). En los ambientes tenísticos se le apodó “Pancho” por su revés a dos manos en clara alusión al ecuatoriano Pancho Segura, muy conocido por ejecutar el revés de la misma manera.

### Hockey sobre hierba y RC de Polo
Compaginó la práctica del tenis con la del hockey sobre hierba y durante algunas temporadas formó parte del primer equipo del Real Club de Polo con el que logró el Campeonato de España en 1964. Fue preseleccionado para los Juegos Olímpicos de Tokio 1964, participó en dos concentraciones y en mayo disputó el Trofeo de las 8 Naciones formado parte de “El Cid”, segundo equipo de la selección, pero una posterior e inoportuna lesión acabó con sus opciones de ser nuevamente olímpico. Aprovechando la vertiente hípica del club también practicó el deporte ecuestre, especialmente el polo y, cumplidos ya los setenta años, aún participó en pruebas de saltos para veteranos.

### Luge
En 1967, al hacerse cargo de la Delegación Nacional de Deportes y la presidencia del COE, Juan Antonio Samaranch se propuso dinamizar los deportes de invierno. Para ello trató de formar equipos de bobsleigh y luge, deportes sin apenas tradición en España, para que se pudieran presentar en los Juegos Olímpicos de Grenoble 1968. Sus gestiones llevaron a buscar entre jóvenes amantes de la velocidad de la burguesía catalana, a aquellos que pudieran formar parte de estos equipos. Uno de los que se lanzó a esta aventura fue Luis Omedes, que con 30 años de edad, se decidió a presentarse en la prueba de luge. Con apenas unos meses de adaptación a esta especialidad deportiva, se presentó en los Juegos Olímpicos. Omedes fue el 45.º de 50 participantes en la competición de luge.
Esta participación lo convirtió en el único deportista español que ha participado en unos Juegos Olímpicos de Verano y otros de Invierno.

## Participaciones en Juegos Olímpicos
- Helsinki 52, Cuatro con timonel.
- Grenoble 68, Luge.